# Paide Linnameeskond
Paide Linnameeskond, pełna nazwa est. Mittetulundusühing Jalgpalliklubi Paide Linnameeskond – estoński klub piłkarski z siedzibą w Paide.

## Historia
Klub został założony w 1990. Do 2008 nazywał się FC Flora Paide Linnameeskond. W 2009 zadebiutował w rozgrywkach Meistriliigi, chociaż sezon wcześniej zajął 4. miejsce w Esiliiga, które normalnie nie jest premiowane awansem. Miejsce pierwsze zajęły rezerwy Levadii Tallinn, a 3. miejsce Flory Tallinn i zgodnie z regulaminem awans uzyskały dwie najlepsze drużyny niebędące rezerwami.
W 2020 roku drużyna wywalczyła tytuł wicemistrza Estonii, a w 2022 roku wywalczyła puchar kraju.

## Europejskie puchary
Legenda do wszystkich tabel:
- Q – runda eliminacyjna, 1/16, 1/8, 1/4, 1/2 – odpowiednia faza rozgrywek, Grupa – runda grupowa, 1r gr – pierwsza runda grupowa, 2r gr – druga runda grupowa, F – finał, R – runda, PO – play-off
- k. – rzuty karne, los. – losowanie, Dogr. – dogrywka, w. – zasada bramek strzelonych na wyjeździe

| Sezon   | Rozgrywki               | Runda | Klub                  | Dom     | Wyjazd  | Ogólnie     |
| ------- | ----------------------- | ----- | --------------------- | ------- | ------- | ----------- |
| 2020/21 | Liga Europy             | 1Q    | Žalgiris Wilno        | 0–2 (W) | 0–2 (W) | 0–2 (W)     |
| 2021/22 | Liga Konferencji Europy | 1Q    | Śląsk Wrocław         | 1–2     | 0–2     | 1–4         |
| 2022/23 | Liga Konferencji Europy | 1Q    | Dinamo Tbilisi        | 1–2     | 3–2     | 4–4, k: 6–5 |
| 2022/23 | Liga Konferencji Europy | 2Q    | Ararat-Armenia Erywań | 0–0     | 0–0     | 0–0, k: 5–3 |
| 2022/23 | Liga Konferencji Europy | 3Q    | Anderlecht            | 0–2     | 0–3     | 0–5         |
| 2023/24 | Liga Konferencji Europy | 1Q    | B36 Tórshavn          | 0–2     | 0–0     | 0–2, Dogr.  |
| 2024/25 | Liga Konferencji        | 1Q    | Bala Town             | 1–1     | 2–1     | 3–2, Dogr.  |
| 2024/25 | Liga Konferencji        | 2Q    | Stjarnan              | 4–0     | 1–2     | 5–2         |
| 2024/25 | Liga Konferencji        | 3Q    | BK Häcken             | 1–1     | 1–6     | 2–7         |
| 2025/26 | Liga Konferencji        | 1Q    | Bruno’s Magpies       | 4–1     | 3–2     | 7–3         |
| 2025/26 | Liga Konferencji        | 2Q    | AIK Fotboll           | 0–2     | 0–6     | 0–8         |